# Bacmania

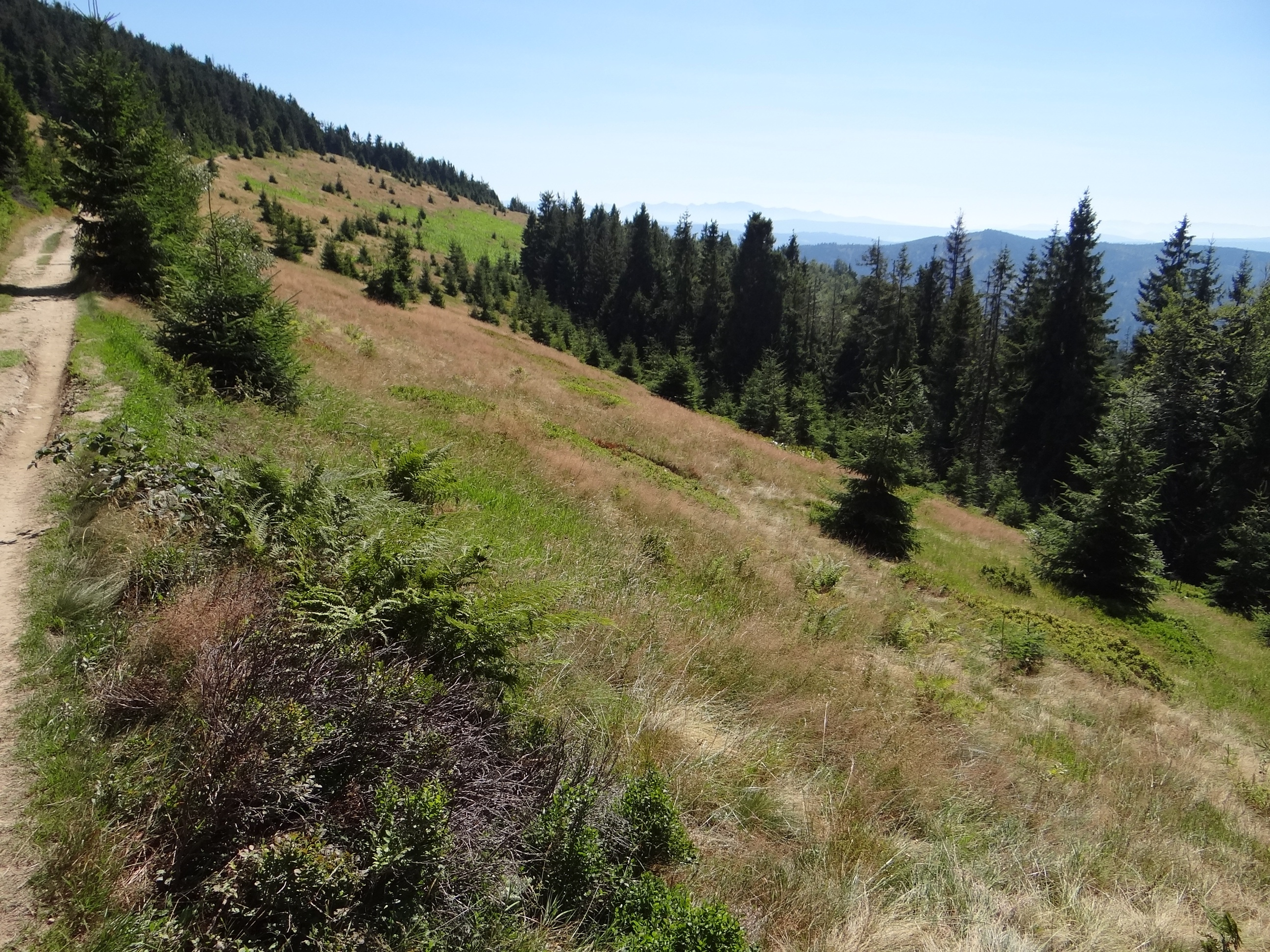
Hala Bacmańska

Bacmania lub Hala Bacmańska – polana w Grupie Lipowskiego Wierchu i Romanki w Beskidzie Żywiecko-Orawskim. Położona jest na południowych, podszczytowych stokach Boraczego Wierchu (1244 m) i południowym grzbiecie łączącym go z Bacmańską Górą (1054 m). W przeszłości była intensywnie użytkowana pastersko, stąd tradycyjna nazwa „hali”, niemająca jednak nic wspólnego z halą jako piętrem roślinnym w górach.
Hala Bacmańska znajduje się na wysokości około 1125–1200 m, powyżej źródlisk potoku Z Gawłowskiego i Śmierdzącego Potoku. Na mapie Geoportalu jest podpisana także jako Motykówka, ta nazwa pochodzie od należącego do miejscowości Złatna osiedla Motykówka. Prowadzą przez nią dwa szlaki turystyczne. Polana jest dobrym punktem widokowym na południową stronę, szczególnie na graniczny, polsko-słowacki grzbiet od Pilska po Wielką Raczę. Panorama widokowa sięga po Tatry, Góry Choczańskie, Małą Fatrę i Wielką Fatrę.
Nazwa hali związana jest z jej dawną pasterską gospodarką i jest zbitką dwóch słów; pierwsze pochodzi od węgiersko-wołoskiego słowa baca, drugie od niemieckiego słowa der Mann oznaczającego człowieka. Jest to jednak tylko przypuszczenie. Nazwa jest unikatowa, występuje tylko w trzech miejscach w Beskidzie Żywiecko-Orawskim; w Polsce jest jeszcze potok Bacmański, a na Słowacji Bacmańska Grapa. Na mapie Kummersberga Bacmańska Góra miała zniekształconą nazwę Badzmańska Góra, w encyklopedii Schneidera poprawną oraz uwagę, że na jej szczycie jest hala i skałki.

## Nazwa
Nazwa hali związana jest z jej dawną pasterską gospodarką i jest zbitką dwóch słów; pierwsze pochodzi od węgiersko-wołoskiego słowa baca, drugie od niemieckiego słowa der Mann oznaczającego człowieka. Jest to jednak tylko przypuszczenie. Nazwa jest unikatowa, występuje tylko w trzech miejscach w Beskidzie Żywiecko-Orawskim; w Polsce jest jeszcze potok Bacmański, a na Słowacji Bacmańska Grapa. Na mapie Kummersberga Bacmańska Góra miała zniekształconą nazwę Badzmańska Góra, w encyklopedii Schneidera poprawną oraz uwagę, że na jej szczycie jest hala i skałki.

## Szlaki turystyczne
Rajcza – Zapolanka – Redykalny Wierch – hala Bacmańska – Lipowska – Rysianka – Romanka
 Milówka – schronisko PTTK na Hali Boraczej – Redykalny Wierch – Lipowski Wierch – schronisko PTTK na Hali Rysiance – Żabnica-Skałka